# Флавій Арінфей
Флавій Арінфей (д/н — 378) — державний та військовий діяч Римської імперії.

## Життєпис
Походження невідоме, належав до одного з германських племен. Розпочав службу у війську. Близько 355 року отримав посаду трибуна в Реції. Брав участь у військовій кампанії імператора Констанція II проти алеманів. Завдяки звитязі саме Арінфея римляни здобули перемогу над супротивником. Завдяки цьому зробив стрімку кар'єру. Незабаром увійшов до почту імператора. У 361 році Арінфей супроводжував Констанція II в кампанії проти цезаря Юліана, який керував Галлією. Констанцій помер до безпосереднього початку бойових дій, тому Арінфей визнав новим імператором Юліана.
У 363 році на посаді коміта у військових справах брав участь в перському поході Юліана. Він разом з Горміздом очолював кінноту, що діяла на лівому фланзі під час наступу римської армії в Ассирії, і відбив один з потужних напад персів на своєму шляху. Пізніше на посаді магістра він керував загонами легкої піхоти, яку імператор Юліан відправив для плюндрування перської столиці Ктесифону. До того ж, в завдання Арінфея входило переслідування ворога, який розсіявся по важко прохідним шляхах.
Зі смертю Юліана в Месопотамії Арінфей і низка інших придворних чиновників, що служили при Констанції II (східна партія), почали шукати його наступника серед своїх, але проти них виступили військовики з Галлії (західна партія) на чолі із Дагалайфом. Зрештою Арінфей та інші зійшлися на кандидатурі Сатурна Секунда Саллюстія, який відмовився прийняти імператорський титул, і в підсумку вони були змушені проголосити імператором Йовіана. Останній залишив на своїх посадах Арінфей. Незабаром новий імператор відправив Флавія Арінфея і Сатурна Секунда Саллюстія на перемовини з шахіншахом Шапуром II щодо укладання мирної угоди. Переговори тривали близько чотирьох днів і в результаті римляни погодилися поступитися 5 областями на східному боці річки Тигр, що колись були сатрапіями Персії. Також було обмежено римський вплив у Вірменії. На зворотному шляху Йовіан відправив Арінфея до Галлії, де йому було доручено підтвердити продовження перебування Флавія Іовіна на посаді начальника кінноти Галлії.
У 364 році після смерті Йовіана Арінфей сприяв сходженню на трон Валентиніана I. Коли останній призначив свого брата Валента Августом на Сході Арінфей залишився з останнім. Займався придушенням заколоту узурпатора Прокопія. Валент відправив його з армією на кордон Віфінії і Галатії проти Гіперетія, прихильника Прокопія. Арінфей переконав солдатів Гіперетія відмовитися від підтримки Прокопія і видати свого магістра. Після поразки Прокопія в 366 році Арінфея було призначено magister militum (йому підпорядковувалися основні війська), на посаді якого він перебував до 378 року.
Підтримував православні громади, простояв поширенню аріанства. При цьому не був хрещеним. Арінфей брав участь в Готській війні 367—369 років. У 368 році Арінфей на чолі загонів захопив в полон частину готських родин, які не встигли відійти в гори. У 369 році, перед відправкою на перську кордон, він вів мирні переговори з готським вождем Атанаріхом.
З кінця 369 і до початку 370 року займався ремонтом шляхів між Амасією і Саталами, після чого Арінфей зайняв частину Великої Вірменії. Слідом за цим повернув Папу вірменський трон і дав відсіч перським набігам. Присутність римлян в З результаті це змусило Шапура II відкласти вторгнення до Вірменії. Арінфей пробув в Вірменії до кінця 371 року.
У 372 році призначається консулом (разом з Доміцієм Модестом). У 377 році надав військову допомогу магістру піхоти Траяну, коли той у битві при Саліцах не зміг здолати готське військо. Арінфей помер в 378 році. Був хрещений перед смертю.

## Родина
- Арінфей Молодший
- Арінфея